# Рахимов, Алишер Файзалиевич
Алишер Файзалиевич Рахимов (тадж. Алишер Файзолиевич Раҳимов; род. 8 апреля 2002 года, Душанбе, Таджикистан) — таджикский футболист, полузащитник белорусского клуба «Сморгонь» и молодежной сборной Таджикистана.

## Биография
Родился в Душанбе. Начинал тренироваться в академии Федерации футбола Таджикистана. Профессиональную карьеру начинал в футбольном клубе «Баркчи». В 18 лет решил переехать в Россию, но родители были против. Он подал документы в один вузов Барнаула. По приезде просился на просмотр в клубы Второй лиги, в том числе в барнаульском «Динамо», но получил отказ из-за отсутствия российского гражданства. По собственным словам, некоторое время работал на стройке. В поисках клуба переехал в Москву, играл за любительские команды. В 2022 году футболиста пригласили в клуб Медиалиги Tamo Junto. Через некоторое время Рахимов перешел в другой медиа-клуб «Амкал», затем — в Broke Boys. Считался одним из лучших игроков Медиалиги. Автор лучшего гола в Медиалиге по итогам сезона 2024 года: Рахимов поразил ворота с 57 метров. Завоевал с командой чемпионство и был номинирован на звание MVP, став вторым в голосовании.
В январе 2025 года, имея контракт с Broke Boys, поехал на просмотр в «Пюник», но в команду его не взяли. В феврале получил предложение от ФК «Равшан» и вернулся на родину, подписав контракт. Однако дебютировать не смог из-за задержки в оформлении документов. В итоге переехал в белорусский клуб «Сморгонь». Дебютировал в Высшей лиге 25 марта 2025 года в матче против «Слуцка» (0:2), вышел на замену во втором тайме. Покинул команду в июне 2025 года. В июле того же года перешёл в «Нафтан».

## Сборная
В 2023 году Рахимов получил вызов в олимпийскую сборную Таджикистана на матчи отборочного раунда Кубка Азии до 23 лет. Дебютировал за молодежную сборную 9 сентября 2023 года в матче против Лаоса (2:1). Рахимов вышел на замену во втором тайме при счете 0:1.